# Rezovo, Burgas
Rezovo (în bulgară Резово) este un sat în comuna Țarevo, regiunea Burgas,  Bulgaria.
Se află lângă Marea Neagră și râul Rezovo, la o altitudine de 0 m deasupra nivelului mării. Populația este de 77 locuitori, determinată în 15 martie 2024, prin current resident registration[*].

## Demografie
Componența etnică a satului Rezovo
     Bulgari (100%)
     Nicio identificare (0%)
     Altele (0%)
La recensământul din 2011, populația satului Rezovo era de 46 locuitori. Din punct de vedere etnic, toți locuitorii erau bulgari.